# Lípa republiky (Písnická škola)
Lípa republiky v Písnici v Praze roste na zahradě Základní školy v ulici Ladislava Coňka. Strom není přístupný, ale z ulice je dobře viditelný.

## Historie
Lípa svobody byla vysazena 19. října 2018 na připomínku 100. výročí vzniku Československé republiky. Lípu vysadili žáci a pedagogický sbor školy.

## Významné stromy v okolí
- Lípy svobody v Písnici
- Lípa republiky v Libuši